# Paramorfoza

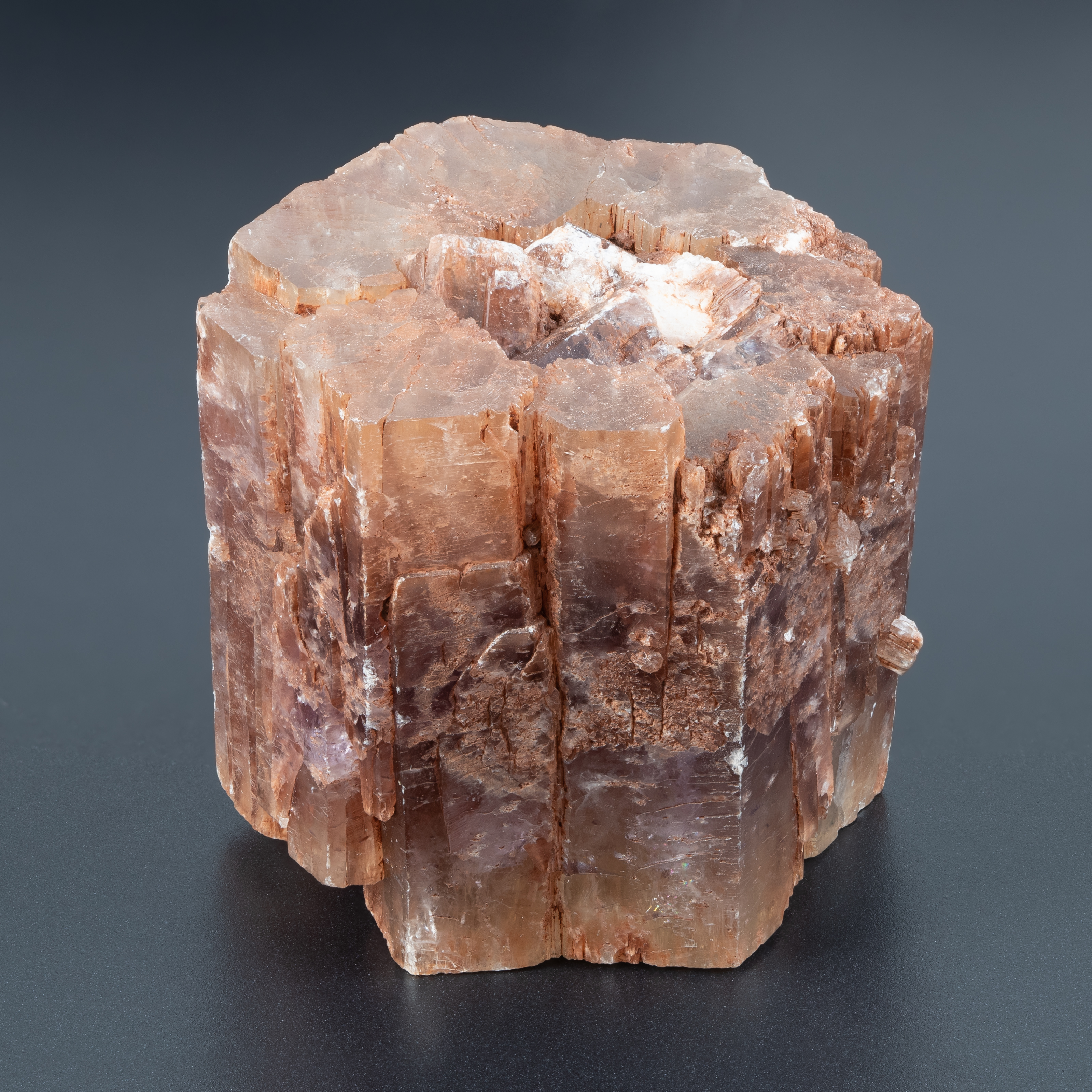
kryształ aragonitu – CaCO_{3}

Paramorfoza – rodzaj pseudomorfozy utworzonej przez odmianę polimorficzną tej samej substancji chemicznej, bardziej trwałą w danych warunkach. Substancja zachowuje swój dotychczasowy kształt i skład chemiczny, lecz zmienia swoją budowę wewnętrzną.

## Do często spotykanych paramorfoz należą
- Paramorfoza kalcytu (CaCO3) po aragonicie (CaCO3)
- Paramorfoza rutylu (TiO2) po brukicie (TiO2)
- Paramorfoza kwarcu trygonalnego (niskotemperaturowego) (SiO2) po kwarcu heksagonalnym (wysokotemperaturowym) (SiO2)
- Paramorfoza siarki rombowej (S) po siarce jednoskośnej (S)